# Pseudocolopteryx
Pseudocolopteryx – rodzaj ptaków z podrodziny eleni (Elaeniinae) w rodzinie tyrankowatych (Tyrannidae).

## Występowanie
Rodzaj obejmuje gatunki występujące w Ameryce Środkowej i Południowej.

## Morfologia
Długość ciała 9,5–12 cm; masa ciała 7–9 g.

## Systematyka

### Etymologia
Pseudocolopteryx: gr. ψευδος pseudos „fałszywy”; rodzaj Colopteryx Ridgway, 1888 (zgiętodziobek).

### Podział systematyczny
Do rodzaju należą następujące gatunki:
- Pseudocolopteryx cinerea (von Tschudi, 1844) – tyranek szary
- Pseudocolopteryx nigricans (Vieillot, 1817) – tyranek ciemny
- Pseudocolopteryx sclateri (Oustalet, 1892) – mokradnik czubaty
- Pseudocolopteryx acutipennis (P.L. Sclater & Salvin, 1873) – mokradnik andyjski
- Pseudocolopteryx dinelliana Lillo, 1905 – mokradnik argentyński
- Pseudocolopteryx flaviventris (d’Orbigny & Lafresnaye, 1837) – mokradnik szczebiotliwy
- Pseudocolopteryx citreola (Landbeck, 1864) – mokradnik cytrynowy